# Конкурсный кредитор
Конкурсные кредиторы (в деле о банкротстве) — это кредиторы по денежным обязательствам (за исключением уполномоченных органов, граждан, перед которыми должник несет ответственность за причинение вреда жизни или здоровью, морального вреда, имеет обязательства по выплате вознаграждения авторам результатов интеллектуальной деятельности, а также учредителей (участников) должника по обязательствам, вытекающим из такого участия).
Отличительной особенностью правового статуса конкурсных кредиторов (уполномоченных органов) от кредиторов в деле о банкротстве является наличие у них правомочия инициировать возбуждение дела о банкротстве. После подачи заявления конкурсного кредитора о признании должника банкротом арбитражный суд проверяет его обоснованность в судебном заседании, по результатам которого может быть вынесено одно из следующих определений: о признании требований заявителя обоснованными и введении наблюдения; об отказе во введении наблюдения и оставлении такого заявления без рассмотрения; об отказе во введении наблюдения и о прекращении производства по делу о банкротстве. Если требования конкурсного кредитора признаны обоснованными, суд вводит наблюдение. С даты введения наблюдения требования кредиторов по денежным обязательствам и об уплате обязательных платежей, за исключением текущих платежей, могут быть предъявлены к должнику в течение тридцати календарных дней с даты опубликования сообщения о введении наблюдения. В последующем рассматривая заявления конкурсных кредиторов о включении их требований в реестр суд выносит определение о включении или об отказе во включении указанных требований в реестр требований кредиторов. В определении арбитражного суда о включении требований в реестр требований кредиторов указываются размер и очередность их удовлетворения.
К одному из важнейших прав конкурсных кредиторов в деле о банкротстве относится право выбора процедуры банкротства. Данное право осуществляется коллективно, посредством принятия соответствующего решения на собрании кредиторов. На основании этого решения суд выносит судебный акт о введении той или иной процедуры.